# Tony P. Hall
Pour les articles homonymes, voir Hall.
Tony Patrick Hall est un homme politique américain né le 16 janvier 1942 à Dayton (Ohio). Membre du Parti démocrate, il représente sa ville natale à la Chambre des représentants des États-Unis pendant près de 24 ans.

## Biographie
Diplômé de l'université Denison en 1964, Tony Hall rejoint les corps de la Paix pendant deux ans, servant en Thaïlande.
Il est élu à la Chambre des représentants de l'Ohio de 1969 à 1972, puis au Sénat de l'Ohio à partir de 1973. Il se présente sans succès au poste de secrétaire d'État de l'Ohio en 1974.
Lors des élections de 1978, Hall est élu à la Chambre des représentants des États-Unis, dans le 3e district de l'Ohio autour de Dayton. Bien que sa circonscription soit politiquement partagée entre démocrates et républicains, Hall est souvent réélu avec de larges majorités.
Durant son mandat, il s'engage particulièrement dans la lutte contre la faim aux États-Unis et dans le monde. Président de la commission du Congrès sur la faim, il fait une grève de la faim de 22 jours pour protester contre la suppression de cette commission en 1993. En 2002, il est nommé ambassadeur des États-Unis à l'Organisation des Nations unies pour l'alimentation et l'agriculture (FAO) par le président républicain George W. Bush. Il devient ensuite directeur exécutif de l'association Alliance to End Hunger.
Chrétien born again, Hall est opposé à l'avortement.